# Bionic (canção)
"Bionic" é uma canção da cantora norte-americana Christina Aguilera, gravada para o seu sexto álbum de estúdio de mesmo nome. Foi escrita pela própria com o auxílio de John Hill, Dave Taylor, Kalenna Harper, sendo que a produção ficou a cargo de Hill e Switch. A sua gravação decorreu em 2010 nos estúdios Dubsided, em Los Angeles, na Califórnia, Dreamland Studios e Mad Decent Mausoleum na Filadélfia e The Red Lips Room em Beverly Hills. A música serviu como introdução ao single de avanço do disco "Not Myself Tonight" em várias atuações ao vivo. Embora não tenha recebido qualquer tipo de lançamento em destaque, devido às vendas digitais após a edição do trabalho de originais, conseguiu entrar e alcançar a 66.ª posição na Billboard Hot 100 dos Estados Unidos e o 41.º lugar como melhor na tabela musical da Coreia do Sul, South Korea Gaon International Chart.
A canção deriva de origens estilísticas do eletropop e electroclash, sendo que o seu arranjo musical consiste no uso de sintetizadores e ainda em acordes de guitarra. Liricamente, segundo a própria cantora, o tema fala sobre a sua "jornada divertida" ao transforma-se "numa mulher biónica" na última década da sua carreira. "Bionic" recebeu análises positivas por parte dos profissionais, sendo que alguns dos analistas compararam-na a trabalhos de artistas como Janet Jackson e Rihanna. A sua divulgação consistiu em interpretações ao vivo nos MTV Movie Awards de 2010 e nos programas The Today Show e VH1 Storytellers. A performance na cerimónia de entrega de prémios da MTV resultou em ovações por parte dos média, que notaram a força da atuação e elogiaram os efeitos visuais.

## Antecedentes e divulgação
A 12 de janeiro de 2008, Aguilera deu à luz o seu filho Max Liron Bratman, momento que revela ter inspirado durante a conceção da canção e do disco no geral. Em março de 2010, a artista deu uma entrevista sobre mais detalhes do álbum de originais, e revelou que "estava muito ansiosa" para que os seus fãs ouvissem o seu novo som. "É algo que penso que não estarão à espera de ouvir", afirmou. A cantora explicou ao apresentador Matt Lauer, durante o programa Today em Junho do mesmo ano, que a maternidade serviu como inspiração para "super-aventuras biónicas":
| “ | Estava completamente inspirada por muita música electrónica quando nasceu o meu filho e ambos ouvíamos em conjunto. Sabe, ter um filho faz pensar no futuro e na próxima geração, e fiquei realmente inspirada pela música electrónica, que é tão descomplicada em relação ao seu som e tecnologia, e queria realmente experimentar isso. Ele inspirou definitivamente um lado muito brincalhão em mim que eu não tinha antes do seu nascimento. Inspirou realmente este álbum... e deixou-me em contato com minhas raízes originais no pop de há uma década, por isso foi muito divertido. | ” |

Para a sua divulgação, Aguilera interpretou a faixa como introdução para "Not Myself Tonight" durante a cerimónia anual de 2010 dos MTV Movie Awards. A atuação começou com Christina sentada num trono dourado, vestida com uma peça feita de diamantes incrustados. De seguida, desceu do palco, e cercada por um grupo de bailarinos vestidos com couro começou a dar socos enquanto explosões de laser ressoavam o público. James Montgomery da MTV News afirmou que a artista "tinha-se tornado futurística, engraçada e francamente assustadora" durante o evento, ao realizar uma mistura de canções de "sobrealimentação do seu próximo álbum Bionic que bate duro e provavelmente deixou milhões de pessoas bem quentes e incomodadas". Katie Hasty do portal HitFix considerou a prestação de Aguilera parecida ao estilo de La Roux e complementou que a música "tem, sonoramente, muita coisa a acontecer". Bradley Stern do MuuMuse prezou o espetáculo e confidenciou que "adorava" a melodia e que Christina tinha-se mostrado "forte" sentada na poltrona. Da mesma opinião, o sítio Entertainment fez uma análise positiva e afirmou que "foi muito energético e com teatro algumas vezes, mas os seus vocais foram surpreendentes e ela fez um trabalho espetacular". Dias mais tarde, Aguilera voltou a cantar "Bionic" nos programas Today a 8 de junho de 2010 e VH1 Storytellers.

## Estilo musical e letra
"Bionic" é uma canção de tempo moderado techno groove que incorpora elementos de estilo eletropop e electroclash, produzida pelos norte-americanos John Hill e Switch. A sua gravação decorreu em 2010, dirigida por Alex Leader, Eli Walker e Mr. Dan's nos estúdios Dubsided, em Los Angeles, na Califórnia, Dreamland Studios, Mad Decent Mausoleum na Filadélfia e The Red Lips Room em Beverly Hills. A sua composição foi construída com acordes de guitarra, vocais fortes e piano, sendo que o seu instrumental foi concebido também pelos produtores. O tratamento vocal ficou a cargo de Oscar Ramirez, Alexis Smith e Subskrpt como assistentes de engenharia e o processo de mistura por Dan Carey em conjunto com Switch. A sua sonoridade foi descrita como uma estampagem mecânica e alguns amperes de re-amostragem vocal a dar energia na ponte, como alguns sintetizadores eletrónicos sinuosos para completar o gancho. A meio da canção, Christina soletra uma das suas alcunhas "X-x-x-t-t-t-i-i-i-n-n-n-n-n-a". A música foi comparada por diversas vezes a trabalhos da norte-americana Santigold, com a qual Hill também já produziu.
A letra foi escrita por Aguilera, Hill, Dave Taylor e Kalenna Harper. De acordo com a partitura publicada pela Hal Leonard Corporation, a música é definida no tempo de assinatura moderado e composta na chave de ré menor. Liricamente, o tema fala sobre a sua "jornada divertida" ao transforma-se "numa mulher biónica" durante a última década da sua carreira. A cantora, num comentário "faixa-por-faixa", fez uma descrição sobre a inspiração para escrever e interpretar a obra:
| “ | 'Bionic' é o início de uma volta super-divertida em que se entra simplesmente mal se coloque o disco a tocar. É uma volta super-engraçada, eletrónica e futurística no mundo de uma mulher biónica na qual me tornei na última década e é muito, mas muito divertida, é uma espécie de 'acertar mesmo na vossa cabeça' e revela onde estou na minha vida e onde vou e não há maneira de me parar, por isso é divertido. | ” |

## Receção pela crítica
As críticas após o lançamento da faixa através do disco foram positivas. Michael Cragg do sítio MusicOMH afirmou que Aguilera "soa exatamente como Santigold, o que não é mau". Omar Kholeif da publicação on-line PopMatters considerou que "Bionic" era uma entrada "de um enorme número eletrónico". Da mesma opinião que Omar, Melinda Newman do HitFix revelou que era uma canção "futurista, com umas batidas interessantes", comparando a "Rhythm Nation" de Janet Jackson mas "de uma forma não tão cativante". Um dos editores do jornal britânico Daily Star adjectivou a música de "atrevida" e considerou que "lembra Rihanna e Santigold". Becky Bain do sítio Idolator realçou que "na verdade, [o tema] mal soa a Christina (ou Xtina) que temos vindo a conhecer ao longo dos anos". "Não há notas de poder bombásticas ou vocais prolongados, e existem rédeas na sua voz em que simplesmente recita certos versos em vez de cantá-los", complementou Bain. A analista concluiu que gostava mas que não era "material para single, mas servia como abertura para o álbum". Bradley Stern do portal MuuMuse escreveu uma crítica positiva para a obra ao comentar que "era um registo carregado de dubstep que soa como se estivéssemos presentes nas sessões de gravação do disco de estreia de Santigold em 2008". Stern realçou ainda que "era muito surpreendente, visto que os produtores da presente melodia eram os mesmos que trabalharam com Santigold". Jordan Richardson do Blogcritics partilhou da mesma opinião que o seu colega acima, acrescentando que "Bionic" é "um estrondo de discoteca eletropop que soa promissor com os seus efeitos vocais profundos e baixos". Richardson concluiu a sua análise ao considerar que o tema "é praticamente retro, uma mistura volátil de gritos pop com batidas contidas".

## Desempenho nas tabelas musicais
Após o lançamento do disco, a faixa conseguiu entrar e alcançar a 66.ª posição na Billboard Hot 100 dos Estados Unidos e debutou ainda na Digital Songs na 40.ª. Na Coreia do Sul, obteve o 41.º lugar como melhor na tabela musical South Korea Gaon International Chart.

### Posições
| Tabela musical (2010)                    | Melhor posição |
| ---------------------------------------- | -------------- |
| Coreia do Sul - Gaon International Chart | 41             |
| Estados Unidos - Billboard Hot 100       | 66             |

## Créditos
Todo o processo de elaboração da canção atribui os seguintes créditos pessoais:
- Christina Aguilera – vocalista principal, composição;
- John Hill - composição, produção, instrumentos;
- Switch - composição, produção, mistura, instrumentos;
- Kalenna Harper - composição;
- Alex Leader - gravação musical;
- Eli Walker - gravação musical;
- Mr. Dan's - gravação musical;
- Oscar Ramirez - gravação vocal;
- Alexis Smith, Subskrpt - assistência de engenharia;
- Dan Carey - mistura.